# Scream Awards 2010
Die Scream Awards 2010 wurden am 16. Oktober 2010 im Greek Theatre in Los Angeles verliehen. Die Ausstrahlung im US-amerikanischen Fernsehen wurde am 19. Oktober 2010 von dem Sender Spike TV gesendet. In Deutschland zeigte Pro Sieben die Scream Awards 2010 in der Nacht vom 30. auf den 31. Oktober 2010.
Die Scream Awards sind eine Preisverleihung, in welcher seit 2006 Filme aus den Genres Horror, Science Fiction und Fantasy geehrt werden.

## Preisträger und Nominierungen 2010

### The Ultimate Scream
Inception
Alice im Wunderland
Avatar – Aufbruch nach Pandora
District 9
Iron Man 2
Kick-Ass
Lost
True Blood
Eclipse – Bis(s) zum Abendrot
Zombieland

### Bester Fantasy-Film
Eclipse – Bis(s) zum Abendrot
Alice im Wunderland
Das Kabinett des Doktor Parnassus
Kick-Ass
Toy Story 3
Wo die wilden Kerle wohnen

### Bester Horror-Film
Zombieland
The Crazies – Fürchte deinen Nächsten
A Nightmare on Elm Street
Paranormal Activity
Shutter Island
Durst

### Bester Science-Fiction-Film
Inception
Avatar – Aufbruch nach Pandora
District 9
Iron Man 2
Predators
The Road

### Beste Newcomerin (Breakout Performance)
Chloë Moretz (Kick-Ass)
Deborah Ann Woll (True Blood)
Gemma Arterton (Prince of Persia: Der Sand der Zeit)
Morena Baccarin (V – Die Besucher)
Lyndsy Fonseca (Kick-Ass)
Mia Wasikowska (Alice im Wunderland)

### Bester Newcomer (Breakout Performance)
Tom Hardy (Inception)
Sharlto Copley (District 9)
Andrew Garfield (Das Kabinett des Doktor Parnassus)
Aaron Johnson (Kick-Ass)
Xavier Samuel (Eclipse – Bis(s) zum Abendrot)
Kodi Smit-McPhee (The Road)

### Bester Fantasy-Darsteller
Robert Pattinson (Eclipse – Bis(s) zum Abendrot)
Nicolas Cage (Kick Ass)
Johnny Depp (Alice im Wunderland)
Tom Hanks (Toy Story 3)
Aaron Johnson (Kick-Ass)
Taylor Lautner (Eclipse – Bis(s) zum Abendrot)

### Beste Fantasy-Darstellerin
Kristen Stewart (Eclipse – Bis(s) zum Abendrot)
Cate Blanchett (Robin Hood)
Lily Cole (Das Kabinett des Doktor Parnassus)
Chloë Moretz (Kick-Ass)
Saoirse Ronan (In meinem Himmel)
Mia Wasikowska (Alice im Wunderland)

### Bester Horror-Darsteller
Alexander Skarsgård (True Blood)
Leonardo DiCaprio (Shutter Island)
Michael C. Hall (Dexter)
Woody Harrelson (Zombieland)
Stephen Moyer (True Blood)
Timothy Olyphant (The Crazies – Fürchte deinen Nächsten)

### Beste Horror-Darstellerin
Anna Paquin (True Blood)
Julie Benz (Dexter)
Emily Blunt (The Wolfman)
Charlotte Gainsbourg (Antichrist)
Milla Jovovich (Die vierte Art)
Emma Stone (Zombieland)

### Beste Science-Fiction-Darstellerin
Scarlett Johansson (Iron Man 2)
Mila Kunis (The Book of Eli)
Evangeline Lilly (Lost)
Elliot Page (Inception)
Gwyneth Paltrow (Iron Man 2)
Zoë Saldaña (Avatar – Aufbruch nach Pandora)

### Bester Science-Fiction-Darsteller
Leonardo DiCaprio (Inception)
Sharlto Copley (District 9)
Robert Downey Jr. (Iron Man 2)
Matthew Fox (Lost)
Josh Holloway (Lost)
Denzel Washington (The Book of Eli)

### Bester Nebendarsteller
Joseph Gordon-Levitt (Inception)
Don Cheadle (Iron Man 2)
Ben Kingsley (Shutter Island)
Christopher Mintz-Plasse (Kick-Ass)
Mark Ruffalo (Shutter Island)
Sam Trammell (True Blood)

### Beste Nebendarstellerin
Anne Hathaway (Alice im Wunderland)
Abigail Breslin (Zombieland)
Jennifer Carpenter (Dexter)
Marion Cotillard (Inception)
Yunjin Kim (Lost)
Sigourney Weaver (Avatar – Aufbruch nach Pandora)

### Beste TV-Darstellung
Matthew Fox (Lost)
Michael C. Hall (Dexter)
Zachary Quinto (Heroes)
Alexander Skarsgård (True Blood)
Anna Torv (Fringe)

### Bester Schurke
Mickey Rourke als „Ivan Vanko“ in Iron Man 2
Jackie Earle Haley als „Freddie Krueger“ in A Nightmare on Elm Street
Stephen Lang als „Col. Miles Quaritch“ in Avatar – Aufbruch nach Pandora
Dieter Laser als „Dr. Joseph Heiter“ in The Human Centipede (First Sequence)
John Lithgow als „Der Trinity Killer“ in Dexter
Terry O’Quinn als „John Locke/The Smoke Monster“ in Lost

### Bester Superheld
Robert Downey Jr. als „Iron Man“ in Iron Man 2
Nicolas Cage als „Big Daddy“ in Kick-Ass
Aaron Johnson als „Kick-Ass“ in Kick-Ass
Chloë Moretz als „Hit-Girl“ in Kick-Ass
Zachary Quinto als „Sylar“ in Heroes
Tom Welling als „Clark Kent“ in Smallville

### Beste TV-Show
True Blood
Dexter
Doctor Who
Lost
V – Die Besucher

### Beste Regie
James Cameron (Avatar – Aufbruch nach Pandora)
Neill Blomkamp (District 9)
Tim Burton (Alice im Wunderland)
Roland Emmerich (2012)
Christopher Nolan (Inception)
Martin Scorsese (Shutter Island)

### Bestes Drehbuch (Best Scream-Play)
Laeta Kalogridis (Shutter Island)
Neill Blomkamp & Terri Tatchell (District 9)
Christopher Nolan (Inception)
Matthew Vaughn & Jane Goldman (Kick-Ass)
Michael Arndt (Toy Story 3)
Paul Wernick & Rhett Reese (Zombieland)

### Bester Gastauftritt (Cameo)
Bill Murray in Zombieland
Bubo, die mechanische Eule in Kampf der Titanen
Michael Caine in Inception
Rosario Dawson in Percy Jackson – Diebe im Olymp
Stan Lee in Iron Man 2

### Bestes Ensemble
Zombieland
Inception
Iron Man 2
Kick-Ass
Lost
True Blood

### 3D-Top 3
Avatar – Aufbruch nach Pandora
Alice im Wunderland
Toy Story 3

### Beste Spezialeffekte
Avatar – Aufbruch nach Pandora
2012
District 9
Inception
Iron Man 2
Zombieland

### Most Memorable Mutilation / Die eindrucksvollste Verstümmlung
Der menschliche Tausendfüssler (The Human Centipede (First Sequence))
Körper in Flusssäure aufgelöst (Saw VI)
Gezwungen, die eigene Haut und den Arm abzuschneiden (Saw VI)
Skalpierung mit einem Jagdmesser (Inglourious Basterds)
Zombie mit einer Leuchtpistole in den Mund geschossen, Kopf fängt Feuer & wird vom Helden als Zigarettenanzünder verwendet
Herz aus Brust geschnitten, zu Soufflé verarbeitet und serviert (True Blood)

### Beste Kampfszene
„Anti-Gravity Hotel Fight“ aus Inception
„Aisha vs. Clay“ aus The Losers
„Hit-Girl vs. The Drug Dealer“ aus Kick-Ass
„Iron Man & Rhodes vs. Vanko und die Dronen“ aus Iron Man 2
„Na'Vi vs. das Militär“ aus Avatar – Aufbruch nach Pandora
„Perseus und die Helden vs. Medusa“ aus Kampf der Titanen

### The “Holy Sh!t”/“Jump-From-Your-Seat” Award / Der „heilige Scheiße“/„Es reißt mich aus dem Sessel“ Award
„Kopf während des Sex um 180 Grad gedreht“ aus True Blood
„Damon McReady schießt seine Tochter Mindy in die Brust“ aus Kick-Ass
„Die Zerstörung von Los Angeles“ aus 2012
„Dren Mates mit Clive“ aus Splice – Das Genexperiment
„Güterzug fährt durch die Straße“ aus Inception
„Pariser Straßenzug faltet sich über sich selbst“ aus Inception

### Bester Comic / BesterComicroman
The Walking Dead
Asterios Polyp
Blackest Night
The Boys
Chew
Parker: The Hunter
Scalped

### Bester Comicautor
Geoff Johns (Blackest Night, Brightest Day, The Flash, Green Latern)
Jason Aaron
Darwyn Cooke
Garth Ennis
Robert Kirkman
Mike Mignola

### Bester Comiczeichner
Frank Quitely (Batman und Robin, Batman)
Charlie Adlard (The Walking Dead)
Darwyn Cooke (Parker: The Hunter)
Fabio Moon (BPRD: 1974, Sugarshock)
Jill Thompson (Beasts of Burden)
JH Williams III (Detective Comics, Batwoman: Elegy)

### Am meisten erwarteter Film
Green Latern
Cowboys & Aliens
Harry Potter und die Heiligtümer des Todes
Tron: Legacy

### Bester schlechtester Film
Piranha 3D

## Sonderpreise

### 25. Anniversary
Zurück in die Zukunft

### Heroine Award (Heldinnen Award)
Sigourney Weaver

### Farewell Award
Lost

### Comic Con Icon Award
Ray Bradbury